# Heathrow Terminals 2 & 3 metróállomás
A Heathrow Terminals 2 & 3 a londoni metró egyik állomása a London-Heathrow-i repülőtéren a 6-os zónában, a Piccadilly line érinti.

## Története
Az állomást 1977. december 16-án adták át Heathrow Central néven. 1983. szeptember 3-ától Heathrow Central Terminals 1, 2, 3, 1986. április 12-étől Heathrow Terminals 1, 2 & 3, 2016 januárjától pedig Heathrow Terminals 2 & 3 néven üzemel.

## Forgalom
| Járat | Útvonal | Gyakoriság    |
| ----- | --- | ------------- |
|       | Cockfosters – Oakwood – Southgate – Arnos Grove – Bounds Green – Wood Green – Turnpike Lane – Manor House – Finsbury Park – Arsenal – Holloway Road – Caledonian Road – King’s Cross St. Pancras – Russell Square – Holborn – Covent Garden – Leicester Square – Piccadilly Circus – Green Park – Hyde Park Corner – Knightsbridge – South Kensington – Gloucester Road – Earl’s Court – Barons Court – Hammersmith – Turnham Green – Acton Town – South Ealing – Northfields – Boston Manor – Osterley – Hounslow East – Hounslow Central – Hounslow West – Hatton Cross – Heathrow Terminal 4 (→) – Heathrow Terminals 2 & 3 | 10 percenként |
|       | Cockfosters – Oakwood – Southgate – Arnos Grove – Bounds Green – Wood Green – Turnpike Lane – Manor House – Finsbury Park – Arsenal – Holloway Road – Caledonian Road – King’s Cross St. Pancras – Russell Square – Holborn – Covent Garden – Leicester Square – Piccadilly Circus – Green Park – Hyde Park Corner – Knightsbridge – South Kensington – Gloucester Road – Earl’s Court – Barons Court – Hammersmith – Turnham Green – Acton Town – South Ealing – Northfields – Boston Manor – Osterley – Hounslow East – Hounslow Central – Hounslow West – Hatton Cross – Heathrow Terminals 2 & 3 – Heathrow Terminal 5     | 10 percenként |

## Átszállási kapcsolatok
| Állomás                  | Átszállási kapcsolatok |
| ------------------------ | --- |
| Heathrow Terminals 2 & 3 | Heathrow Express, Heathrow Connect (Heathrow Central állomás) Helyi, helyközi és távolsági buszok (Heathrow Central Bus Station) |

## Fordítás
- Ez a szócikk részben vagy egészben  a   Heathrow Terminals 2 & 3 tube station című angol Wikipédia-szócikk fordításán alapul.  Az eredeti cikk szerkesztőit annak laptörténete sorolja fel. Ez a jelzés csupán a megfogalmazás eredetét és a szerzői jogokat jelzi, nem szolgál a cikkben szereplő információk forrásmegjelöléseként.